# 101 (term)
De Engelse term 101 (spreek uit: one-o-one) duidt een inleiding aan.
De term komt oorspronkelijk van universiteiten die hem gebruiken als cursusnummer. Bijvoorbeeld Natuurkunde 101, Nederlands 101, Frans 101.
Vele universiteiten gebruiken de conventie dat het eerste cijfer van de cursus verwijst naar het niveau. In technische conferenties, bijvoorbeeld Micrsosoft Tech-ed of PDC, wordt dezelfde conventie gehanteerd om het niveau van de verschillende sessies aan te duiden.
- 1 – inleiding
- 2 – vereist de nodige voorkennis
- 3 – masters
- 4 – doctoraat niveau

Het tweede en derde cijfer worden gebruikt als cursuscode. 
101 is dus de inleiding, een overzicht of bevat de basis informatie voor een bepaald onderwerp.